# Fernando Martínez Perales
Fernando Martínez Perales, meglio noto come Nando (Valencia, 21 maggio 1967), è un allenatore di calcio ed ex calciatore spagnolo, di ruolo difensore.

## Palmarès

### Giocatore

#### Competizioni nazionali
- Coppa di Spagna: 1

Deportivo: 1994-1995
- Supercoppa di Spagna: 1

Deportivo: 1995